# FSSC 22000
Das FSSC 22000 (Abkürzung für Food Safety System Certification 22000) ist eine Norm zur Gewährleistung der Lebensmittelsicherheit bei der Erzeugung von Lebensmitteln.

## Anwendung
Die FSSC 22000 verbindet die Anforderungen der ISO 22000, Managementsysteme für die Lebensmittelsicherheit, mit Präventivprogrammen aus der Reihe technischer Spezifikationen ISO/TS 22002 (Lebensmittelherstellung, Gemeinschaftsverpflegung, Landwirtschaft, Herstellung von Lebensmittelverpackungen, Futtermittel- und Tierfutterherstellung) bzw. PAS 221 (Lebensmitteleinzelhandel) oder NTA 8059 (Transport und Lagerung), und einigen zusätzlichen Anforderungen. FSSC 22000 wurde von der Global Food Safety Initiative (GFSI) als gleichwertig mit den anderen genehmigten Verfahren (wie zum Beispiel dem International Featured Standard und dem Standard des British Retail Consortium) anerkannt. Dies gewährleistet bei allen an der Lebensmittelkette Beteiligten breite Akzeptanz. Der Vorteil gegenüber zum Beispiel dem IFS liegt darin, dass der FSSC auf einer ISO-Norm beruht und nicht Eigentum einer Interessensvertretung ist. Dies gewährleistet ein unabhängiges Verfahren. Die Einführung eines solchen Systems kann entweder durch das Unternehmen selbst oder mit Hilfe eines spezialisierten Beraters erfolgen. Der FSSC 22000 Standard liegt seit April 2023 in der Version 6 vor.

## Zertifizierung
Mehrere Handelsmarken erkennen die FSSC schon an. Für die Zertifizierung nach FSSC 22000 sind derzeit unter anderem die folgenden Zertifizierungsstellen zugelassen: IFTA AG, TÜV Thüringen, DEKRA Certification GmbH, ARS PROBATA, Intertek, SGS, Eurofins, TÜV NORD, TÜV Rheinland, TÜV Süd, Lloyd’s Register, Swiss Safety Center, DQS.